# زنگ‌ها برای که به صدا درمی‌آیند
این ناقوس مرگ کیست  (به انگلیسی: For Whom the Bell Tolls) نام رمانی است از ارنست همینگوی که در سال ۱۹۴۰ منتشر شد. این رمان روایت داستان رابرت جوردن، سرباز آمریکایی، است که در میانهٔ جنگ داخلی اسپانیا به بریگاد بین‌المللی پیوسته‌است. او، به‌عنوان متخصص مواد منفجره، وظیفه یافته‌است پلی را که بر سر راه دشمن قرار دارد، منفجر کند. جفری مایر، نویسندهٔ زندگی‌نامهٔ همینگوی، اعتقاد دارد که این اثر یکی از بهترین آثار همینگوی در کنار پیرمرد و دریا، وداع با اسلحه و خورشید همچنان می‌دمد است.

## عنوان کتاب
عنوان کتاب برگرفته از یکی از آثار جان دان، شاعر انگلیسی‌زبان است. مهدی غبرایی این کتاب را با عنوان این ناقوس مرگ کیست؟ و پرویز شهدی با نام ناقوس عزا در سوگ که می‌زند ترجمه کرده اند که به مفهوم عنوان انگلیسی کتاب نزدیک‌تر است. منظور از «زنگ» در عنوان کتاب، ناقوس (زنگ کلیسا) است که هنگام تشییع جنازه نواخته می‌شود و به مرگ افراد در جنگ داخلی اسپانیا اشاره دارد.

## شخصیت‌ها
- رابرت جوردن - مربی دانشگاه آمریکایی در زبان اسپانیایی و متخصص مواد منفجره
- آنسلمو - راهنمای رابرت
- گولز - فرماندهی که فرمان انفجار پل را صادر کرد
- پابلو - رهبر گروه ضدفاشیستی
- رافائل - یکی از اعضای تنبل گروه تحت فرماندهی پابلو و یک کولی
- ماریا - معشوقهٔ رابرت
- پیلار - زنی مسن و قوی و همسر پابلو
- آگوستین
- ال سوردو
- فرناندو
- آندرس و الادیو - برادران عضو گروه پابلو

## اقتباس
فیلمنامه «زنگ‌ها برای که به صدا درمی‌آیند» (1943) به کارگردانی سم وود از روی همین رمان برداشت شده‌است.

## ترجمه‌ها
این کتاب با نام زنگ‌ها برای که به صدا در می‌آید و با ترجمه رحیم نامور توسط انتشارات صفی علیشاه منتشر شد و هم اکنون توسط انتشارات امیرکبیر و انتشارات نگاه تجدید چاپ می شود. این نسخه کامل نیست و تنها ۳۶۰ صفحه دارد. ترجمه کامل‌تری در سال ۱۳۹۶ توسط نشر افق با عنوان این ناقوس مرگ کیست در ۶۰۰ صفحه با ترجمه مهدی غبرایی در نشر افق به چاپ رسید.
ترجمه‌ دیگری از این کتاب با نام ناقوس عزا در سوگ که می‌زند به قلم پرویز شهدی و بالغ بر ۶۴۲ صفحه که مدت ۱۰ سال منتظر دریافت مجوز از ارشاد مانده بود، در سال ۱۳۹۸ در نشر افکار منتشر شد. شهدی در مقدمه خود بر این کتاب در باب موقعیت این اثر در ایران آورده است: «اولین بار حدود شصت سال پیش ترجمه سر و دست شکسته‌ای از آن با عنوان «زنگ‌ها برای که به صدا درمی‌آیند» منتشر شد و چند سال بعد، (حدود چهل سال پیش) ترجمه‌ای کامل با همین عنوان، همراه با عکس‌هایی از بعضی از صحنه‌های فیلم با بازیگری گاری کوپر و اینگرید برگمن. پس از آن این کتاب و افسانه همینگوی به دست فراموشی سپرده شد، مانند بسیاری از آثار ارزشمند نویسندگان بزرگ دنیا، از جمله شرق بهشت اثر اشتاین‌بک، بل آمی اثر موپاسان و خیلی کتاب‌های دیگر.»